# Tiphys simulans
Tiphys simulans är en kvalsterart som först beskrevs av Marshall 1924.  Tiphys simulans ingår i släktet Tiphys och familjen Pionidae. Inga underarter finns listade i Catalogue of Life.